# Yeghegnut (ort i Armenien, Armavir)
Yeghegnut är en ort i Armenien.   Den ligger i provinsen Armavir, i den västra delen av landet, 30 kilometer väster om huvudstaden Jerevan. Yeghegnut ligger 846 meter över havet och antalet invånare är 1 746.
Terrängen runt Yeghegnut är platt. Runt Yeghegnut är det ganska tätbefolkat, med 214 invånare per kvadratkilometer.. Närmaste större samhälle är Etjmiadzin, 14,0 kilometer nordost om Yeghegnut.
Trakten runt Yeghegnut består till största delen av jordbruksmark.